# José Ángel Mañas

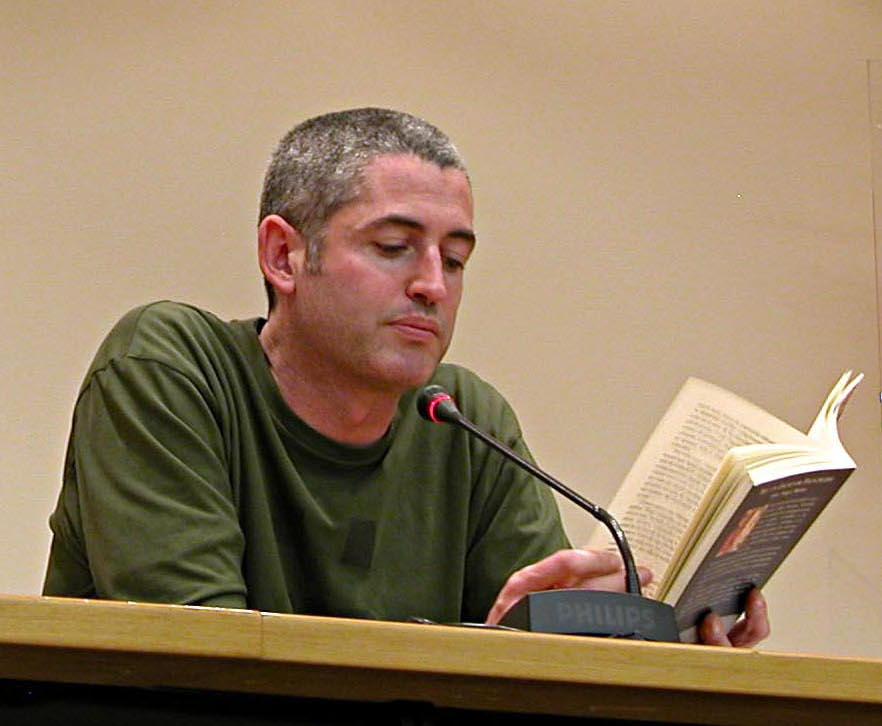
José Ángel Mañas, 2006

José Ángel Mañas (* 22. Oktober 1971 in Madrid) ist ein spanischer Schriftsteller.
1994 veröffentlichte er den Roman Historias del Kronen, deutsch als Die Kronen-Bar erschienen und als Treffpunkt Kronenbar verfilmt. Die Milieustudie Madrider Jugendlicher galt in Spanien als Kinoerfolg. 1995 erschien der Roman Mensaka, der unter gleichem Namen verfilmt wurde. 
1996 erschien sein dritter Roman Soy un escritor frustrado, ein Kriminalroman, der in Deutschland unter dem Titel Die Geschichte meines unheimlichen Erfolges bekannt wurde. In diesem Buch schildert Mañas die Geschichte eines frustrierten Schriftstellers, der sich das sensationelle Romanmanuskript einer Studentin aneignet, um endlich Erfolg zu haben. Er entführt die Studentin und lebt daraufhin das Doppelleben eines gefeierten Autors und eines Psychopathen, der die Studentin vor der Öffentlichkeit versteckt. Der Roman wurde unter dem Namen Imposture verfilmt, und 2005 in Cannes gezeigt.
Weitere Romane sind Ciudad Rayada von 1998, Sonko95 von 1999, Mundo Burbuja von 2001, Caso Karen von 2005, und El secreto del oráculo vom November 2007.
Mañas gilt als einer der vielversprechendsten Autoren der jungen spanischen Literatur, der die Wirklichkeit mit ironischem Blick aufs Korn nimmt.